# Arichanna subtilis
Arichanna subtilis là một loài bướm đêm trong họ Geometridae.